# Faoug
Faoug är en ort och kommun vid Murtensjön i distriktet Broye-Vully i kantonen Vaud, Schweiz. Kommunen har 902 invånare (2023).